# 伊米格兰蒂
伊米格兰蒂是巴西南大河州的一个市镇。总面积73.355平方公里，总人口3013人，人口密度41.1人/平方公里。